# Perpolia trebia
Perpolia trebia är en stekelart som beskrevs av John S. Noyes och Woolley 1994. Perpolia trebia ingår i släktet Perpolia och familjen sköldlussteklar. Inga underarter finns listade i Catalogue of Life.